# Wladimir Iwanowitsch Dal

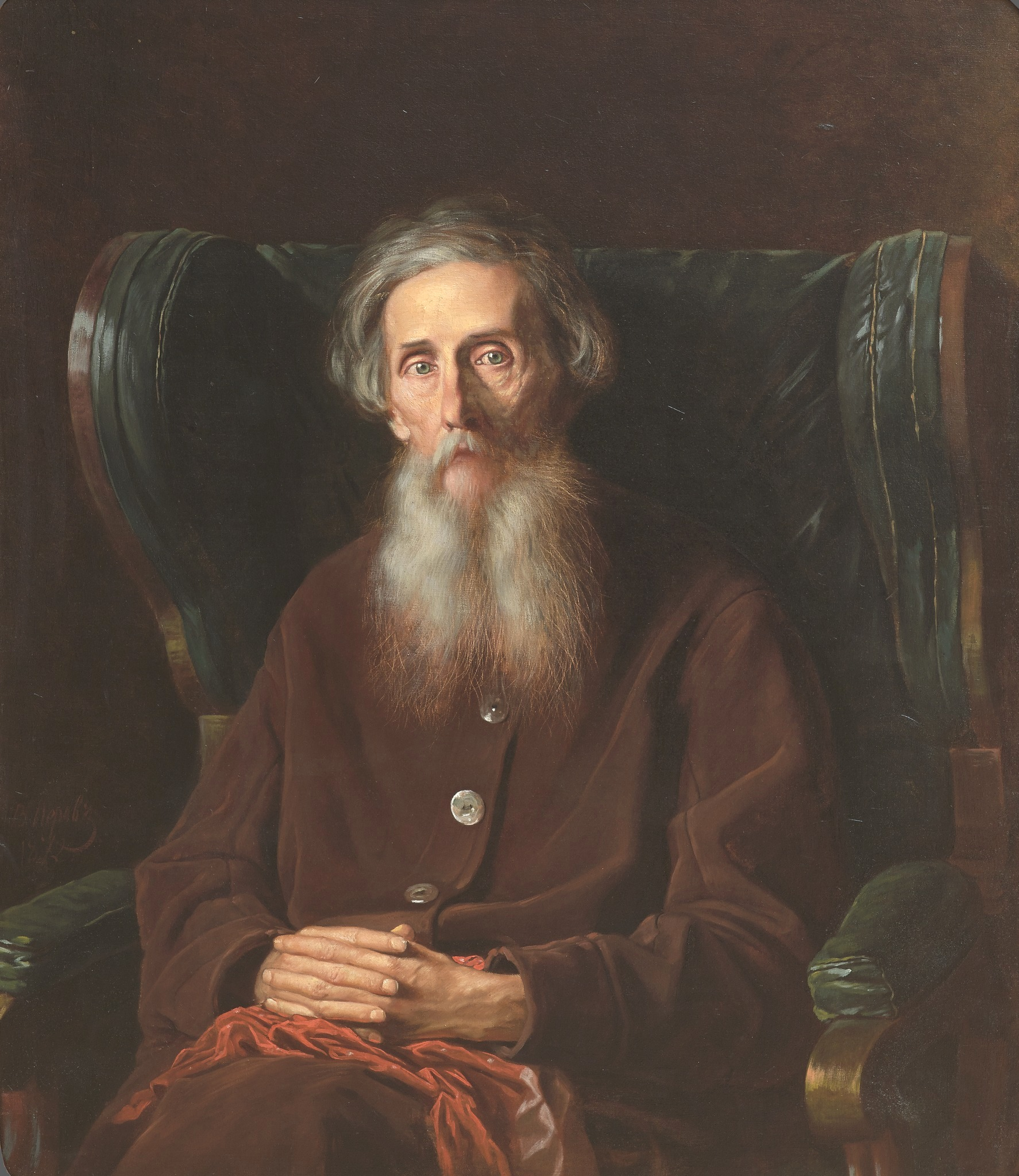
Wladimir Iwanowitsch Dal.

Wladimir Iwanowitsch Dal (russisch Владимир Иванович Даль, auch Woldemar Ferdinand Dahl, Pseudonym: Kasak Luganski; * 10. Novemberjul. / 22. November 1801greg. in Lugansk; † 22. Septemberjul. / 4. Oktober 1872greg. in Moskau) war einer der größten russischen Lexikografen und Autor des umfangreichsten Wörterbuchs der russischen Sprache (Dal-Wörterbuch, russ. Tolkowy slowar shiwogo welikorusskogo jasyka, zu Deutsch: Bedeutungswörterbuch der lebendigen großrussischen Sprache).

## Biographie
Sein Vater war der dänische Linguist und Arzt Johann Christian Dahl, der an den Universitäten Kopenhagen, Jena und Erlangen studiert hatte. Seine Mutter war Julia Adelaide, geb. Freytag, die aus einer russlanddeutschen Familie stammte und eine hochbegabte Musikerin und Sängerin war. Wladimir Dal diente 1814 bis 1826 bei den russischen Seestreitkräften.
1826 begann Dal ein Studium der Medizin an der Kaiserlichen Universität Dorpat. In den Schlachten des Russisch-Türkischen Kriegs (1828–1829) und des polnischen Novemberaufstands (1831) zeichnete er sich als glänzender Militärarzt aus.
Nach seiner Heirat 1833 mit Julia Andre, wurde Dal nach Orenburg versetzt als Beamter für besondere Aufgaben beim Militärgouverneur Wassili Alexejewitsch Perowski. Dem Besuch Puschkins im September 1833 ist das Puschkin-Dal-Denkmal der Bildhauerin Nadeschda Gawrilowna Petina in Orenburg gewidmet. 1838 verstarb seine Ehefrau Julia und Wladimir heiratete 1840 Ekaterina Lwowne Sokolowna (Екатерине Львовне Соколовой), mit der er drei Töchter hatte: Marija (* 1841), die dem bulgarischen Bildungsfunktionär Konstantin Stanischew heiratete, Olga (* 1843) und Ekaterina (* 1845).
1841 wurde Dal auf Empfehlung Wassili Perowskis Sekretär dessen Bruders Lew Alexejewitsch Perowski in St. Petersburg.

## Werk
Dal veröffentlichte ab 1832 unter dem Pseudonym Kasak Luganski einige Novellen Er war mit Alexander Puschkin bekannt, den er 1837 als Arzt behandelte.
Dals Hauptwerk, das Dal-Wörterbuch, ein Lexikon in vier Bänden mit über 30.000 Lemmata, erschien auf Kosten der Mäzene 1863 bis 1866.

## Ehrungen
Anfang 1839 wurde Dal korrespondierendes Mitglied der Russischen Akademie der Wissenschaften in St. Petersburg, seit Dezember 1863 war er Ehrenmitglied der Akademie.
Die UNESCO erklärte das Jahr 2000 zum Internationalen Jahr von Wladimir Dal.